# Chasmosaurus belli
Chasmosaurus belli (gr. "lagarto abierto de Walter Bell") es una de dos especies conocidas y especie tipo del género Chasmosaurus de dinosaurio ceratopsiano ceratópsido, que vivió a finales del período Cretácico, hace aproximadamente 75,5 millones de años, en el Campaniense, en lo que hoy es Norteamérica. En 1898, Lawrence Lambe de la Estudio Geológico de Canadá hizo el primer descubrimiento de restos de Chasmosaurus, partes del volante del cuello. Aunque reconoció que su hallazgo representaba una nueva especie, Lambe pensó que se trataba de un ceratopsiano de gola corta ya conocido, el Monoclonius. Erigiendo una nueva especie para este Monoclonius belli cuando describió los restos. El nombre específico honró al coleccionista Walter Bell.
Sin embargo, en 1913, Charles Sternberg y su hijo encontraron un cráneo más completo de M. belli en el medioformación Dinosaur Park de Alberta, Canadá. En enero de 1914, Lambe nombró a todos estos hallazgos como un género separado, Protorosaurus, el nombre que indica una ascendencia con Torosaurus. Sin embargo, rápidamente se demostró que este nombre estaba ocupado por un reptil Pérmico, Protorosaurus, descrito por Meyer en 1836. Por lo tanto, Lawrence M. Lambe creó el nombre de reemplazo Chasmosaurus en febrero de 1914. Se deriva del griego χάσμα, khasma , "abrir" o "dividir" y se refiere a la fenestra parietal muy grande en el volante del cráneo. Lambe ahora también asignó un paratipo, el espécimen NMC 2245 encontrado por los Sternbergs en 1913 y que consiste en un esqueleto en gran parte completo, que incluye impresiones de la piel.